# Merete Thejll

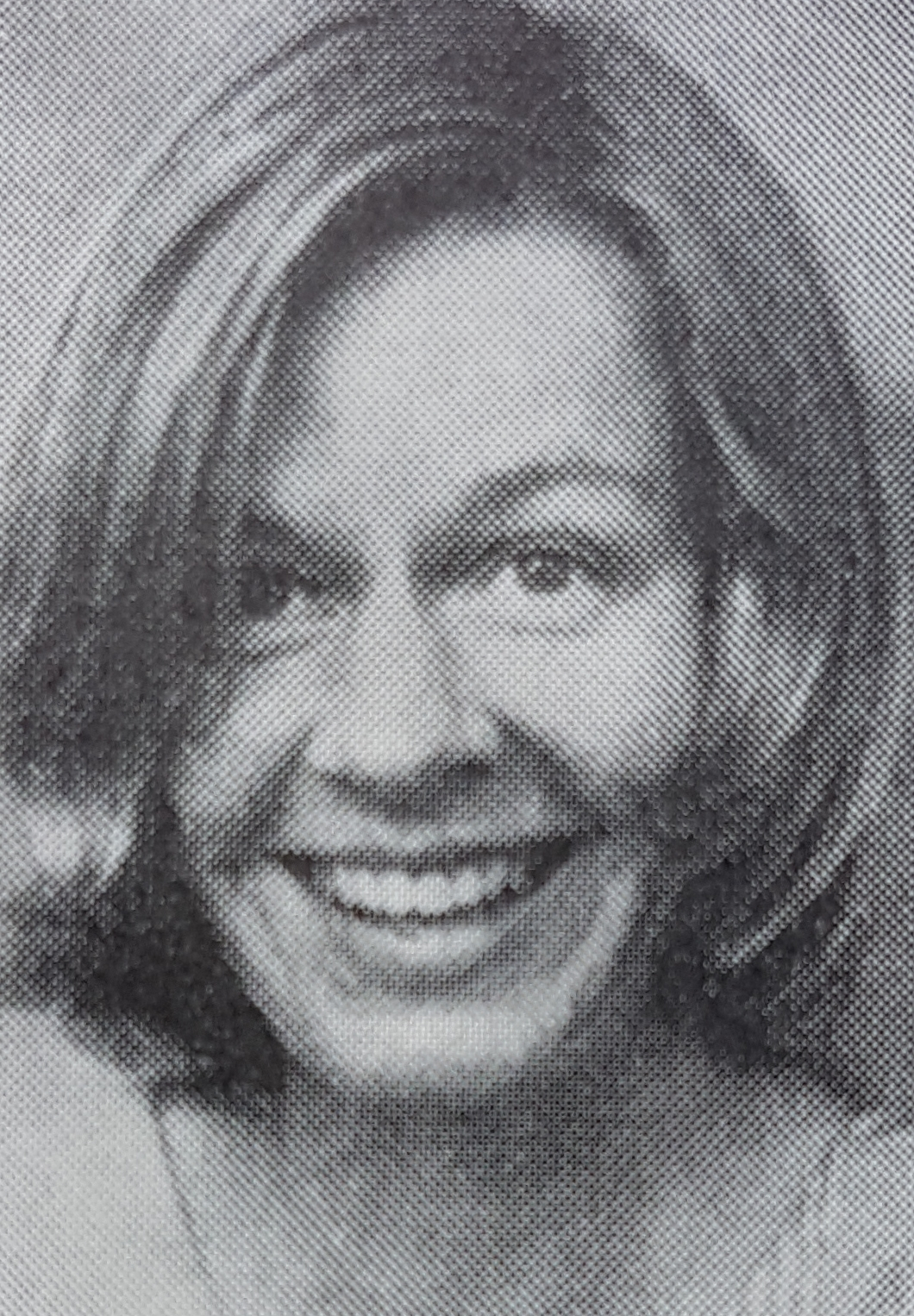
Merete Thejll

Betty Gerda Merete Thejll, född 9 april 1931 i Hamburg, död 29 juli 1991, var en dansk-svensk målare, grafiker och keramiker. 
Hon var dotter till affärsmannen William Rohweder och Betty Thejll och gift med Bengt Pettersson. Thejll studerade vid Wadskjærs målarskola 1947–1948 och för Kræsten Iversen vid Det Kongelige Danske Kunstakademi i Köpenhamn 1949–1951 samt under studieresor till Paris och Ibiza 1951–1952. Separat ställde hon bland annat ut på Galeri Loftet i Malmö och tillsammans med sin man ställde hon ut på Lilla konstsalongen i Malmö och i Lomma. Hon medverkade i Föreningen Graphicas utställningar i Lund, Liljevalchs Stockholmssalonger och Samfundet Konstnärer i Skånes utställning i Lund. Hon tilldelades Ellen Trotzigs stipendium 1965. Tillsammans med sin man ledde hon 1965–1969 konst- och kulturcentret i minstaden Yekepa i Liberia.[källa behövs] Bland hennes offentliga arbeten märks ljusgårdar på Huddinge sjukhus. Hennes konst består av stilleben, abstrakta kubistiska landskap samt föremål i keramik. Thejll är representerad vid Malmö museum och Borås konstmuseum.